# Busiris (Neder-Egypte)
Busiris is de Griekse naam voor een plaats uit het oude Egypte gelegen in de negende nome van Neder-Egypte. De Oudegyptische naam is Per Aser (huis van Osiris), waaraan ook wel de titel neb Djedoe (heer van Djedoe) werd toegevoegd. In deze geboorteplaats van Osiris werd de Djed bewaard.
Busiris wordt ook wel aangeduid met Aboesir (er zijn nog een aantal plaatsen met die naam), dat is afgeleid van de huidige Arabische naam Abu Sir Bana.

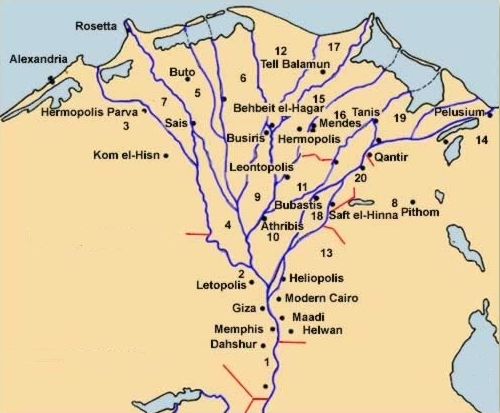
kaartje met de namen van Neder-Egypte